# (73727) 1993 FT39
(73727) 1993 FT39 – planetoida z pasa głównego asteroid okrążająca Słońce w ciągu 3,79 lat w średniej odległości 2,43 j.a. Odkryta 19 marca 1993 roku.